# Pseudoterpna cotangens
Pseudoterpna cotangens là một loài bướm đêm trong họ Geometridae.